# Freiburg/Elbe
Freiburg (Elbe) è un comune tedesco del circondario di Stade, nella Bassa Sassonia, di 1 968 abitanti.